# 2x2 (polska stacja telewizyjna)
2x2 TV (czyt. dwa na dwa) – polski kanał telewizyjny dla młodzieży i młodych widzów dorosłych, którego właścicielem jest ROMWER. Stacja wystartowała 1 września 2016 roku o godzinie 16:00 (wcześniej była nadawana emisja testowa). Na antenie emitowane są seriale animowane, anime oraz teledyski, a dawniej program o grach video Antygaming. Kanał jest płatny, nie nadaje reklam.

## Programy
Seriale animowane
- Eena Meena Deeka
- Królik Bugs i przyjaciele
- Pitaszki
- Popeye
- Prosiaki z sąsiedztwa (obecnie nieemitowane)
- Próbówczaki
- Sindbad - siedem galaktyk
- Superman
- Wszechświat Blastera

Anime
- Cudowny Park Amagi
- Edens Zero (drugi sezon)
- Flip Flappers: Fantazja vs. świat
- Lady Oscar: Róża Wersalu
- Miłość, gimbaza i kosmiczna faza
- Miłość, gimbaza i kosmiczna faza: Porywy serca
- Slayers: Magiczni wojownicy
- Służąca przewodnicząca
- Statek kosmiczny Orguss
- Urusei Yatsura: Kosmiczni natręci

Filmy
W weekendy w ramach pasma „FILM w 2x2” emitowane są pełnometrażowe filmy anime, do których należą:
- Głosy z odległej gwiazdy
- K-On!
- Miłosna opowieść Tamako
- Miłość, gimbaza i kosmiczna faza! Za mną leć
- Poza granicami: Będę tu - Przeszłość
- Poza granicami: Będę tu - Przyszłość

Inne
- #poranna - pasmo muzyczne
- #nocna - pasmo muzyczne
- Antygaming - program poświęcony grom video (obecnie nieemitowany)
- Azjatycki megamix - pasmo muzyczne
- K-Girls vs. K-Boys - pasmo muzyczne

## Dostępność
Kanał nadaje za pośrednictwem sieci kablowych ora IPTV, takich jak Inea, JamBox, Asta-Net, Romwer, Metro TV i Avios oraz w usługach streamingowych GONET i CDA TV.